# Potez 27
Le Potez 27 est un sesquiplan monomoteur français conçu en 1925

## Historique
Le Potez 27  est développé par la société des Aéroplanes Henry Potez. Il dérive directement du Potez XVS, par implantation d'une voilure sesquiplane à mature simplifiée de Potez 25 sur cet avion. Cette modification améliore le plafond, la vitesse maximale et l'emport de charge par rapport au Potez XV.
Le Potez 27 no 1 vole le 23 mars 1926 et intéresse la Pologne, alors en pleine production sous licence du Potez XV. L'intégration d'une nouvelle voilure permet d'augmenter les performances de l'avion sans changement majeur des chaînes de fabrication. Le carénage du moteur est amélioré.
Un total de 175 exemplaires est produit. Vingt avions sont construits par Potez en 1926 puis deux séries de soixante-quinze et quatre-vingts machines en Pologne par PWS.
Un appareil en état de vol est capturé par l'armée allemande en 1939.

## Utilisateurs
- France
  - Potez, prototype.
- Pologne
  - Armée de la république de Pologne, mise en service en 1928, remplacement par le Potez 25.